# Необихевиоризм
Необихевиоризм — направление американской психологии, возникшее в 30-е годы XX века в ответ на неспособность классического бихевиоризма объяснить целостность поведения животных и людей. Ключевыми фигурами необихевиоризма стали Кларк Л. Халл, Беррес Ф. Скиннер и Эдвард Ч. Толмен.
Идея классического бихевиоризма состояла в том, что реакции (R) живых существ обусловлены воздействием стимулов (S). Иначе говоря, поведение представляет собой множество цепочек S-R, каждая из которых сформировалась в результате подкрепления. Необихевиоризм расширил эту модель, введя понятие промежуточных факторов (промежуточных переменных) V, каждый из которых оказывает влияние на процесс формирования привычек S-R: усиливает, замедляет или препятствует подкреплению.
В 50-е годы XX века необихевиоризм стал уступать позиции когнитивному подходу в психологии.